# Chillicothe, Missouri
För andra betydelser, se Chillicothe.
Chillicothe är en stad som är centralort i Livingston County i Missouri, USA, belägen nära floden Grand River. Befolkningen var 9515 personer vid 2010 års folkräkning. Namnet Chillicothe är shawnee och betyder "stor stad", vilket syftar på en tidigare shawnee-bosättning i trakten några kilometer från den nuvarande stadskärnan.
I staden korsas U.S. Route 36 och U.S. Route 65. 